# Campeonato Mundial de Handebol Feminino de 1986
O Campeonato Mundial de Handebol Feminino de 1986 foi a 9ª edição do Campeonato Mundial de Handebol Feminino. Foi disputado nos Países Baixos de 4 a 14 de dezembro de 1986, organizado pela Federação Internacional de Handebol (IHF) e pela Federação Holandesa de Handebol.

## Equipes Participantes
| Grupo A         | Grupo B           | Grupo C         | Grupo D            |
| --------------- | ----------------- | --------------- | ------------------ |
| Áustria         | Alemanha Oriental | Tchecoslováquia | Alemanha Ocidental |
| Polónia         | Hungria           | China           | Coreia do Sul      |
| União Soviética | Países Baixos     | Japão           | França             |
| Iugoslávia      | Estados Unidos    | Noruega         | Roménia            |

## Fase Preliminar

### Grupo A
| Time            | P | V | E | D | GP | GC | SG  | Pts |
| --------------- | - | - | - | - | -- | -- | --- | --- |
| União Soviética | 3 | 2 | 1 | 0 | 68 | 44 | +24 | 5   |
| Iugoslávia      | 3 | 2 | 1 | 0 | 63 | 43 | +20 | 5   |
| Áustria         | 3 | 1 | 0 | 2 | 47 | 69 | -22 | 2   |
| Polónia         | 3 | 0 | 0 | 3 | 45 | 67 | -22 | 0   |

### Grupo B
| Time              | P | V | E | D | GP | GC | SG  | Pts |
| ----------------- | - | - | - | - | -- | -- | --- | --- |
| Alemanha Oriental | 3 | 2 | 1 | 0 | 71 | 39 | +32 | 5   |
| Hungria           | 3 | 2 | 1 | 0 | 65 | 48 | +17 | 5   |
| Países Baixos     | 3 | 1 | 0 | 2 | 55 | 72 | -17 | 2   |
| Estados Unidos    | 3 | 0 | 0 | 3 | 39 | 71 | -32 | 0   |

### Grupo C
| Time            | P | V | E | D | GP | GC | SG  | Pts |
| --------------- | - | - | - | - | -- | -- | --- | --- |
| Noruega         | 3 | 2 | 0 | 1 | 79 | 55 | +24 | 4   |
| Tchecoslováquia | 3 | 2 | 0 | 1 | 68 | 61 | +7  | 4   |
| China           | 3 | 1 | 1 | 1 | 57 | 66 | -9  | 3   |
| Japão           | 3 | 0 | 1 | 2 | 55 | 77 | -22 | 1   |

### Grupo D
| Time               | P | V | E | D | GP | GC | SG  | Pts |
| ------------------ | - | - | - | - | -- | -- | --- | --- |
| Roménia            | 3 | 3 | 0 | 0 | 74 | 51 | +23 | 6   |
| Alemanha Ocidental | 3 | 2 | 0 | 1 | 66 | 55 | +11 | 4   |
| Coreia do Sul      | 3 | 1 | 0 | 2 | 65 | 60 | +5  | 2   |
| França             | 3 | 0 | 0 | 3 | 36 | 75 | -39 | 0   |

## Segunda fase

### Grupo 1
| Time              | P | V | E | D | GP  | GC  | SG  | Pts |
| ----------------- | - | - | - | - | --- | --- | --- | --- |
| União Soviética   | 5 | 4 | 1 | 0 | 114 | 81  | +33 | 9   |
| Alemanha Oriental | 5 | 3 | 1 | 1 | 117 | 93  | +24 | 7   |
| Iugoslávia        | 5 | 3 | 1 | 1 | 99  | 89  | +10 | 7   |
| Hungria           | 5 | 2 | 1 | 2 | 93  | 90  | +3  | 5   |
| Países Baixos     | 5 | 1 | 0 | 4 | 92  | 124 | -32 | 2   |
| Áustria           | 5 | 0 | 0 | 5 | 85  | 123 | -38 | 0   |

### Grupo 2
| Time               | P | V | E | D | GP  | GC  | SG  | Pts |
| ------------------ | - | - | - | - | --- | --- | --- | --- |
| Tchecoslováquia    | 5 | 4 | 0 | 1 | 111 | 101 | +10 | 8   |
| Noruega            | 5 | 3 | 1 | 1 | 117 | 90  | +27 | 7   |
| Roménia            | 5 | 3 | 1 | 1 | 123 | 112 | +11 | 7   |
| Alemanha Ocidental | 5 | 2 | 0 | 3 | 93  | 96  | -3  | 4   |
| China              | 5 | 1 | 1 | 3 | 108 | 118 | -10 | 3   |
| Coreia do Sul      | 5 | 0 | 1 | 4 | 96  | 123 | -27 | 1   |

### Fase final

#### 3º / 4º lugar
| Data           | Partida           | Partida | Partida | Resultado |
| -------------- | ----------------- | ------- | ------- | --------- |
| 14 / 12 / 1986 | Alemanha Oriental | -       | Noruega | 19 - 23   |

#### Final
| Data           | Partida         | Partida | Partida         | Resultado |
| -------------- | --------------- | ------- | --------------- | --------- |
| 14 / 12 / 1986 | União Soviética | -       | Tchecoslováquia | 30 - 22   |

### Classificação Geral
| 1. União Soviética    |
| 2. Tchecoslováquia    |
| 3. Noruega            |
| 4. Alemanha Oriental  |
| 5. Roménia            |
| 6. Iugoslávia         |
| 7. Alemanha Ocidental |
| 8. Hungria            |
| 9. China              |
| 10. Países Baixos     |
| 11. Coreia do Sul     |
| 12. Áustria           |
| 13. Polónia           |
| 14. Japão             |
| 15. França            |
| 16. Estados Unidos    |

| Campeonato Mundial de Handebol Feminino de 1986 |
| Campeão                                         |
| ----------------------------------------------- |
| União Soviética 2º Título                       |

## Ligações Externas
- International Handball Federation.info (en inglés)